# Martin Vaniak
Martin Vaniak (Ústí nad Labem, 4 ottobre 1970) è un ex calciatore ceco, di ruolo portiere.
Ha giocato per diversi club cechi, tra cui il Drnovice, il Sigma Olomouc e lo Slavia Praga.

## Palmarès

### Club

#### Competizioni nazionali
- Campionato ceco: 2

Slavia Praga: 2007-2008, 2008-2009